# White Rabbit Project
White Rabbit Project was een Netflixserie met voormalig MythBusters-medewerkers Kari Byron, Tory Belleci en Grant Imahara. Volgens de producent deden zij onderzoek naar zaken als gevangenisontsnappingen, superkrachttechnologie, overvallen en bizarre wapens uit de Tweede Wereldoorlog middels experimenteren, bouwen en testen. De eerste aflevering werd op 9 december 2016 uitgebracht. Na één seizoen werd het programma stopgezet.

## Productie
De show werd tijdens DragonCon 2016 aangekondigd en werd geproduceerd door John Luscombe, Ryan Senter en Martin Ives die van Beyond Productions waren. Beyond Productions was tevens het bedrijf dat MythBusters produceerde. Een trailer van de serie werd op 29 november 2016 uitgebracht.